# Laternaria monetaria
Laternaria monetaria är en insektsart som först beskrevs av Noualhier 1896.  Laternaria monetaria ingår i släktet Laternaria och familjen lyktstritar. Inga underarter finns listade i Catalogue of Life.